# Franz Grienberger
F.C.W. (Franz) Grienberger (Millingen aan de Rijn, 1941) is een Nederlands politicus van de KVP en later het CDA.
Hij was student sociologie aan de Katholieke Universiteit Nijmegen toen hij met anderen de Eenheidspartij Millingen oprichtte en bij de gemeenteraadsverkiezingen van 1966 kreeg die meteen drie van de elf zetels waarmee hij in de gemeenteraad kwam en ook nog eens wethouder werd. De wethouders besloten bij toerbeurt locoburgemeester te zijn en juist toen het zijn beurt was werd burgemeester Wim Hermsen in september 1967 benoemd tot burgemeester van Ubbergen waarmee hij op 26-jarige leeftijd de functie van burgemeester waarnam. Pas in mei 1968 werd in Millingen aan de Rijn een nieuwe burgemeester (Embère van Gils) benoemd waarna Grienberger zich weer meer kon richten op zijn studie.
In 1971 werd Grienberger benoemd tot burgemeester van Westervoort en in december 1980 volgde zijn benoeming tot burgemeester van Heumen wat hij tot augustus 2003 zou blijven toen hij vervroegd met pensioen ging.